# Scénario de jeu de rôle
Pour les articles homonymes, voir Scénario (homonymie).

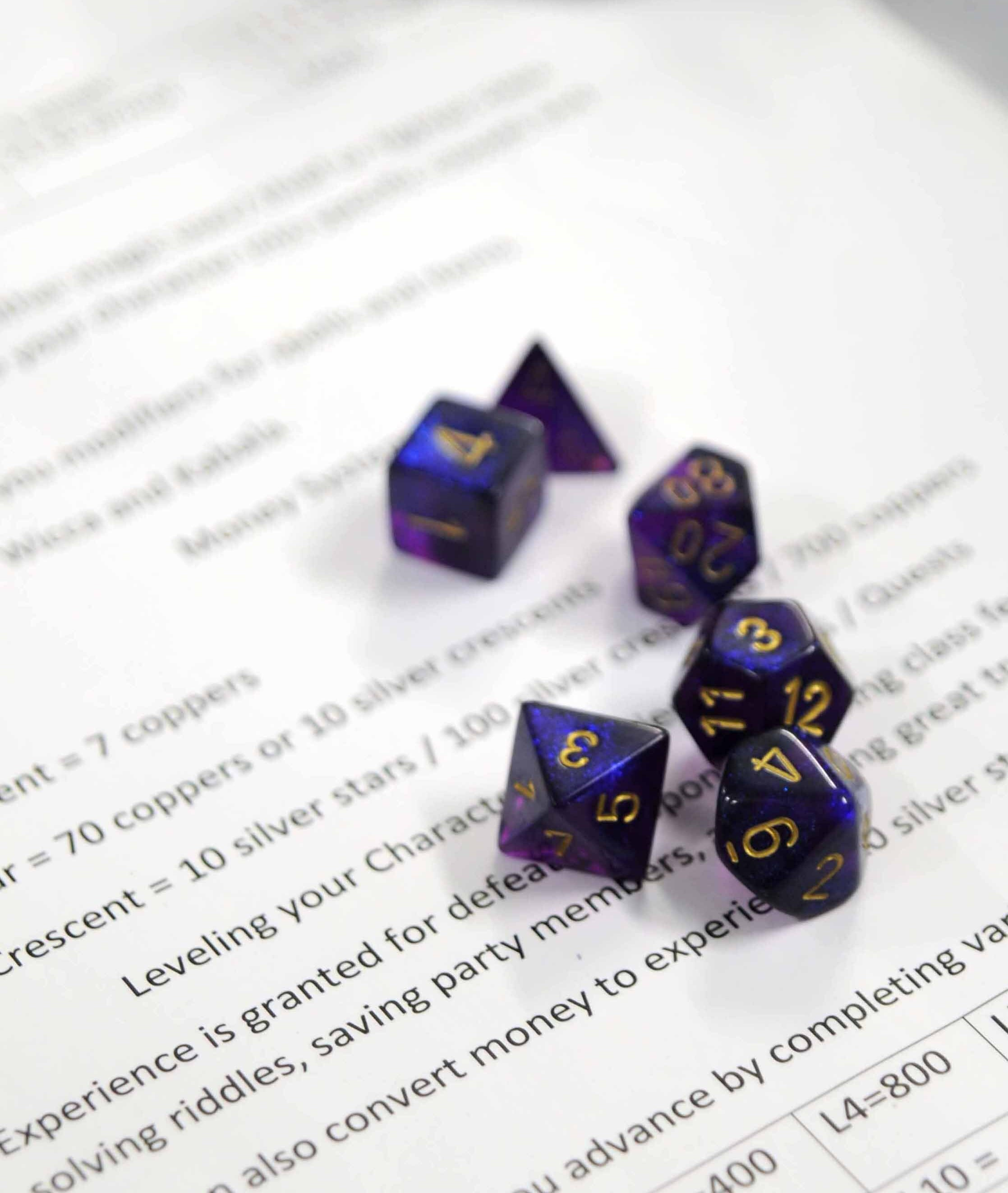
Six dés sur un scénario de jeu de rôle

Dans le domaine du jeu de rôle sur table, un scénario est une trame narrative qui sert de développement à une histoire pendant une partie de jeu de rôle. Le scénario est alors l'ensemble des éléments sur lesquels sera développée la fiction proposée aux personnages joueurs, ces derniers pouvant interagir en fonction des informations en leur possession.
Pouvant se réduire à une simple liste de protagonistes dans sa forme la plus simple, le scénario est en règle générale plus élaboré, plantant le décor initial de l'histoire tout en prévoyant un certain nombre d'événements qui ponctueront la partie.
Il est cependant possible de jouer à un jeu de rôle sans utiliser de scénario, à l'image de certains jeux à « autorité partagée » comme Fiasco (Jason Morningstar (en), 2009) ou Perdus sous la pluie (Vivien Féasson, 2014). Certains jeux proposent même des outils permettant d'improviser une partie à partir de quelques éléments, tels les jeux Powered by the Apocalypse ou certains jeux du Grümph (comme Donjon de poche, nanoChrome, Terra X).

« Un scénario, c'est surtout un ensemble de fonctions. »

— Jérôme Larré, Un scénario de jeu de rôle, ça existe ?

## Scénario dans le déroulement du jeu
Le scénario doit être préparé par le meneur de jeu avant la partie. Le scénario peut être :
- écrit par le meneur de jeu ; la préparation est alors inutile, sauf s'il a été écrit il y a longtemps ;
- acheté, dans le cas d'un scénario du commerce ;
- téléchargé sur Internet, gratuitement ou contre paiement.

Un scénario du commerce peut être :
- vendu en tant que tel ;
- intégré dans les règles du jeu, soit dans le livret de base, soit dans un supplément ;
- offert dans une revue.

La préparation consiste d'abord à :
- lire le scénario en entier, afin de s'imprégner de l'histoire, de l'ambiance ;
- prendre des notes sur les éléments principaux (lieux, personnages, événements, objets…) afin de pouvoir les retrouver facilement ; certaine utilisent des méthodes graphiques de type « graphe » comme les diagrammes relationnels (relation map) pour représenter les liens entre les personnages, ou bien des graphe représentant les enchaînements possible entre les scènes[3] ;
- trouver une introduction permettant d'intégrer les personnages dans le scénario, en fonction du passé des personnages joueurs, de la campagne…
- adapter le scénario en fonction du goût des joueurs (plus ou moins d'action, plus ou moins d'intrigue…) ;
- photocopier ou recopier les aides de jeu : cartes, illustrations, éléments à donner aux joueurs (fausses coupures de presse, faux manuscrits ou tapuscrits…).

Ensuite, elle dépend de la manière dont la table joue, de son « contrat social ». Si l'aventure doit être un défi « intéressant » (pas trop facile) mais néanmoins possible, c'est-à-dire qu'il y a un but à atteindre et que ce but est atteignable en faisant de bon choix tactiques et sans avoir trop de malchance aux dés, alors la préparation nécessite aussi d'adapter le scénario en fonction des personnages joueurs : pour les combats, augmenter ou diminuer le nombre ou la puissance des opposants, diminuer ou augmenter la difficulté des obstacles à franchir afin que la progression ne soit ni trop facile, ni impossible.

## Types de scénarios
On distingue typiquement différents types de scénarios :
- selon la structure narrative :
  - scénario linéaire : le déroulement des scènes est prédéterminé, soit de manière directive (les événements extérieurs forcent les personnages joueurs à suivre la trame), soit parce que c'est la seule manière de progresser (endroit à explorer, objets à collecter, informations à rassembler) ; on parle parfois de « toboggan » ;
  - scénario ouvert : le scénario décrit le cadre (lieux, personnages non-joueurs…) et quelques événements prédéterminés (ce que font les personnages non-joueurs si les personnages joueurs ne l'empêchent pas, événements accidentels) et les joueurs sont libres d'agir dans ce cadre (plusieurs développements possibles de l'histoire) ; le cas extrême est celui du bac à sable ;
- selon le type d'histoire :
  - enquête policière ;
  - exploration d'un lieu : antre d'un personnage, caverne, « donjon », porte-monstre-trésor…
  - quête ;
  - escorte, protection d'un personnage, d'un bien, gardiennage, exfiltration, sauvetage ;
  - infiltration : espionnage, cambriolage ;
  - complot (assassinat, campagne de discrédit) à monter ou à déjouer ;
  - survivre : atteindre un endroit sauf, résister aux assauts, chasse à l'homme ;
  - épique : Bataille, siège, confrontation contre des adversaires puissants.

La structure a évolué au cours du temps : le premier jeu publié, Donjons et Dragons, proposait des « modules » centrés sur l'exploration d'un lieu hostile (« donjon ») en proposant des défis à relever par les joueurs et joueuses. L'introduction de la notion d'intrigue a donné les premiers scénarios linéaires puis leur structure s'est complexifiée en proposant des ramifications, des embranchements, l'enchaînement possible des situations formant un graphe parfois appelé « arborescence » (même si ce n'est pas un arbre au sens mathématiques). Les bacs à sable se sont développés vers la fin des années 1990, même s'il existait déjà des scénarios de ce type dans les années 1970-1980.
Les techniques d'écriture de scénario de cinéma ou de série télévisée se sont popularisées à la fin des années 1990-début 2000, avec le voyage du héros ou les temps forts (story beats) de Blake Snyder qui permettent de structurer la partie et en maintenant un intérêt, et la notion d'arc narratif qui permet d'enrichir la narration tout en gardant une cohérence.
Pour le jeu Apocalypse World (2010), D. Vincent Baker et Meguey Baker ont créé des outils permettant de créer à la volée une histoire intéressante et impliquant les personnages joueurs, avec les notions d'actions (moves) qui  permettent au meneur de jeu d savoir comment réagir aux propositions des joueurs et joueuses, et les fronts et compteurs qui permettent de faire évoluer le cadre et ainsi de faire agir les personnages dans un environnement dynamique.

## Constitution d'un scénario
Certains meneurs de jeu très à l'aise avec l'improvisation peuvent faire une partie avec juste un synopsis (une ligne générale) ; les lieux et personnages sont inventés au fur et à mesure. Mais dans la plupart des cas, un scénario est plus détaillé. Certains scénarios sont très détaillés, d'autres laissent au contraire plus de marge au meneur de jeu, qui peut alors préciser les points lui-même lors de la préparation, ou au cours du jeu en improvisant.
Typiquement, un scénario comprend :
- un synopsis, décrivant la trame ;
- une introduction ;
- une description des lieux importants, avec éventuellement des cartes et plans ;
- une description des personnages non-joueurs importants, de leurs caractères, de leurs motivations, ainsi que leurs caractéristiques ;
- une description de la trame : événements qui se dérouleront si les personnages joueurs n'interviennent pas, interactions entre les personnages joueurs et non-joueurs, et les règles du jeu spécifiques applicables dans certains cas ;
- un ou plusieurs dénouements possibles (le dénouement réel pouvant être très différent) ;
- la « récompense » que peuvent obtenir les personnages joueurs : financière, sous forme d'objets particuliers, reconnaissance sociale (amitié, renommée, dette envers eux…), progression des personnages (par exemple points d'expérience dans certains jeux)…
- les « casseroles » qu'ils peuvent récupérer : ennemi juré, mauvaise réputation, recherchés par les autorités, dette envers un personnage non-joueur, maladie ou malédiction…

## Introduction des personnages joueurs
Les personnages joueurs doivent avoir une motivation pour « entrer dans l'histoire ». Avec des meneurs de jeu débutants, les autres joueurs devraient être compréhensifs et accepter d'entrer dans l'histoire même si l'introduction n'est pas convaincante.
Dans le cas le plus ouvert, les joueurs n'ont pas de contrainte et décident volontairement de faire tel ou tel acte, et se retrouvent mêlés au fur et à mesure à une intrigue. Le meneur de jeu, ou le scénario, doit alors prévoir plusieurs intrigues possibles, ou naviguer habilement pour introduire l'intrigue sans artifice trop évident.
Sinon, les introductions classiques sont :
- l'appât du gain : quelqu'un propose une somme d'argent ou un bien, un service, pour réaliser une mission, ou bien les personnages entendent parler d'un butin attirant ;
- le « bon cœur » : un personnage non-joueur est en détresse et requiert l'aide des personnages joueurs ; cela peut être un personnage « faible » (enfant, cliché de la femme sans défense), lié aux personnages joueurs (famille, amis, relation) ou respecté (maître, célébrité) ;
- l'obligation découlant de l'appartenance à une organisation (obligation professionnelle, engagement volontaire, quête) : les personnages joueurs sont des policiers devant enquêter, des employés (privés ou fonctionnaires) ou des membres d'un clergé, d'une société secrète, d'un service secret… chargés d'effectuer une mission ;
- les personnages joueurs sont mêlés contre leur gré à des événements ;
- les personnages joueurs sont forcés : chantage, enlèvement d'un proche, ils sont porteurs d'une maladie et doivent trouver un antidote ou bien effectuer une action en échange (voir par exemple Los Angeles 2013), ils sont porteurs d'une bombe à retardement (comme dans New York 1997), ils sont faits prisonniers et doivent s'évader ou effectuer une mission en échange de leur liberté…
- in medias res[7] : la partie démarre en pleine action impliquant les personnages joueurs sans exposer ce qui a mené à cette situation ; l'ellipse pourra être levée plus tard, éventuellement être jouée sous forme d'analepse ou bien les PJ peuvent être amnésiques.

## Linéarité
Lorsque l'on écrit une nouvelle ou un roman, l'histoire se déroule de manière déterminée ; l'œuvre est linéaire. La difficulté de l'écriture d'un scénario de jeu de rôle est de permettre de diverger, d'avoir plusieurs déroulements possibles, tout en gardant un intérêt dramatique.
Les personnages joueurs partent d'une situation initiale et ont un but à atteindre. Partant de là, l'écriture du scénario peut permettre plus ou moins de libertés :
- les évènements s'enchaînent de manière irrévocable, mais les personnages les gèrent à leur guise ; par exemple, s'ils progressent dans un bâtiment (ou un « donjon »), l'ordre des pièces visitées et des rencontres faites est déterminé par leur agencement ; ou encore, les personnages subissent les actions de personnages non-joueurs ou des événements naturels ;
- l'histoire doit passer par des points-clefs, mais il existe plusieurs chemins entre deux points-clefs ; par exemple, un voyage comporte des étapes, mais il existe plusieurs routes entre chaque étape ; ou encore, les personnages joueurs doivent rencontrer un personnage non-joueur ou récupérer un objet, mais la manière de faire est libre (comment se renseigner, localiser la personne ou l'objet, l'approcher…) ;
- l'histoire doit passer par des points-clefs, mais l'ordre est libre ; par exemple, les personnages doivent récolter des informations, rencontrer des personnages, collecter des objets pour atteindre leur but, mais ils ont toute liberté d'organisation[8] ;
- l'histoire peut comporter plusieurs dénouements possibles ;
- le meneur de jeu met en place un environnement avec lequel les personnages vont interagir, et en particulier des factions, mais il ne prévoit aucun déroulement particulier, lui aussi « joue pour voir ce qui va se passer ».

Les joueurs étant libres d'agir dans le cadre des règles, l'histoire peut toujours diverger et connaître des fins diverses. Le fait de prévoir un certain nombre d'options et de points-clefs permet de conserver une cohérence narrative sans avoir à être trop dirigiste et permet de gérer la durée de jeu.
Le fait d'évoluer dans un environnement ouvert, de « jouer pour voir ce qui va se passer », nécessite de préparer des outils pour conserver un intérêt à la partie. Typiquement, les personnages ont un but général, les factions agissent en réaction aux actions des personnages ou bien déroulent leurs plans de leur côté (l'environnement est dynamique), le meneur de jeu dispose d'événements permettant de faire réagir les joueurs et joueuses si celles-ci ne sont pas actives (par exemple des événements aléatoires).

## Campagne
Une campagne, c'est lorsque des parties de jeu de rôle ont un lien fort entre elles ; le terme provient de la « campagne militaire » qui comporte plusieurs batailles distinctes mais dans un cadre commun et avec un même but.
Certaines campagnes sont en fait un long scénario s'étalant sur plusieurs parties. Dans d'autres cas, il s'agit de scénarios distincts mais se situant dans le même univers, avec des éléments récurrents (protagonistes, lieux…). Parfois, il s'agit d'environnements mis en place sans ligne directrice particulière, on parle alors souvent de bac à sable.
Une campagne peut s'étaler sur trois parties ou bien sur plusieurs années.